# Макс Штіпль
Макс Штіпль  (нім. Max Stiepl, 23 березня 1914 — 27 серпня 1992) — австрійський ковзаняр, олімпійський медаліст.

## Виступи на Олімпіадах
| Олімпіада                | Дисципліна | Місце |
| ------------------------ | ---------- | ----- |
| Гарміш-Партенкірхен 1936 | 1500 м     | 5     |
| Гарміш-Партенкірхен 1936 | 5000 м     | 5     |
| Гарміш-Партенкірхен 1936 | 10 000 м   | 3     |
| Санкт-Моріц 1948         | 1500 м     | 38    |
| Санкт-Моріц 1948         | 5000 м     | 24    |
| Санкт-Моріц 1948         | 10 000 м   | 10    |

## Зовнішні посилання
- Досьє на sport.references.com [Архівовано 14 листопада 2012 у Wayback Machine.]

1. ↑  SpeedSkatingNews.info
2. ↑  SpeedSkatingStats